# Kościół św. Michała Archanioła w Królikowie
Kościół św. Michała Archanioła – barokowy kościół katolicki zlokalizowany we wsi Królików, w gminie Grodziec (powiat koniński). Funkcjonuje przy nim parafia św. Michała Archanioła.

## Historia
Parafia była tu erygowana prawdopodobnie już w XII wieku. Pierwszy, romański kościół zbudowano według tradycji na miejscu starego cmentarzyska pogańskiego. Obecny pochodzi z XV wieku i reprezentował początkowo styl gotycki. Zrujnowany w XVIII wieku, został całkowicie przebudowany w stylu barokowym w latach 1763-1804.

## Architektura
Prezbiterium posiada gotyckie przypory. Do nawy przylegają dwie kaplice: południowa (1846) i północna (1863). We wnętrzu istnieje bogata dekoracja stiukowa i polichromia z lat 1790-1797 (rokoko). Rokokowe są również ołtarze i ambona. Kropielnica granitowa pochodzi z XVI wieku. W ściany zewnętrzne wmurowano dwie cenne, romańskie płyty nagrobne, pochodzące najprawdopodobniej z pierwszego kościoła (XIII wiek). Dzwonnica (kampanila) jest neogotycka i została zbudowana w 1856. Od południa wmurowana jest płyta nagrobna miejscowego dziedzica – Zygmunta Taczanowskiego. Przy kościele stoi głaz o obwodzie 380 cm, według miejscowej tradycji mający być pogańskim stołem ofiarnym. Rosną tu też dwie lipy drobnolistne o obwodzie około 450 cm. Na łące niedaleko kościoła położone jest wczesnośredniowieczne grodzisko pierścieniowate, przez mieszkańców wsi nazywane Okopem. Otaczająca obiekt fosa jest wypełniona wodą.   

## Galeria

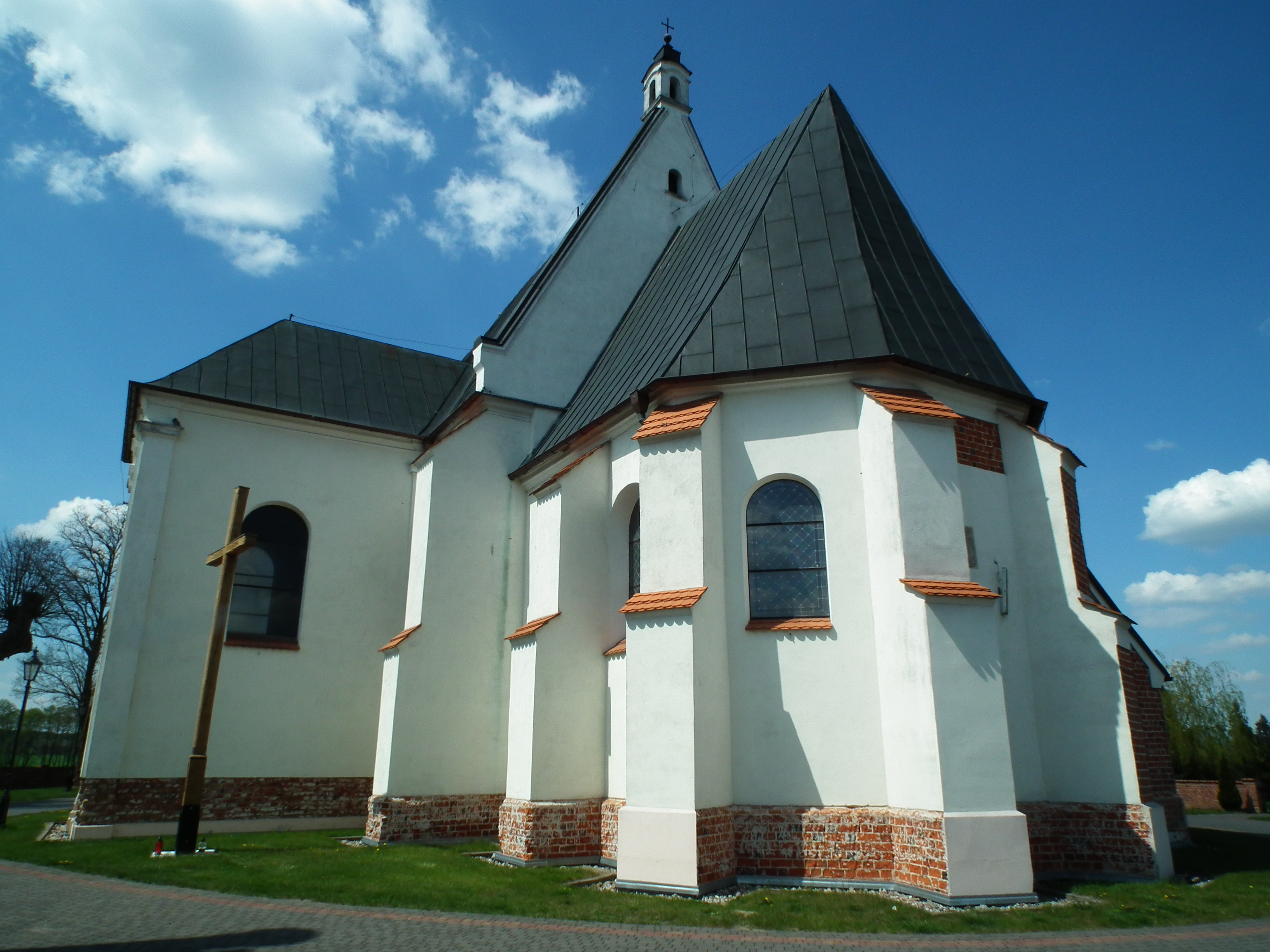
Prezbiterium gotyckie
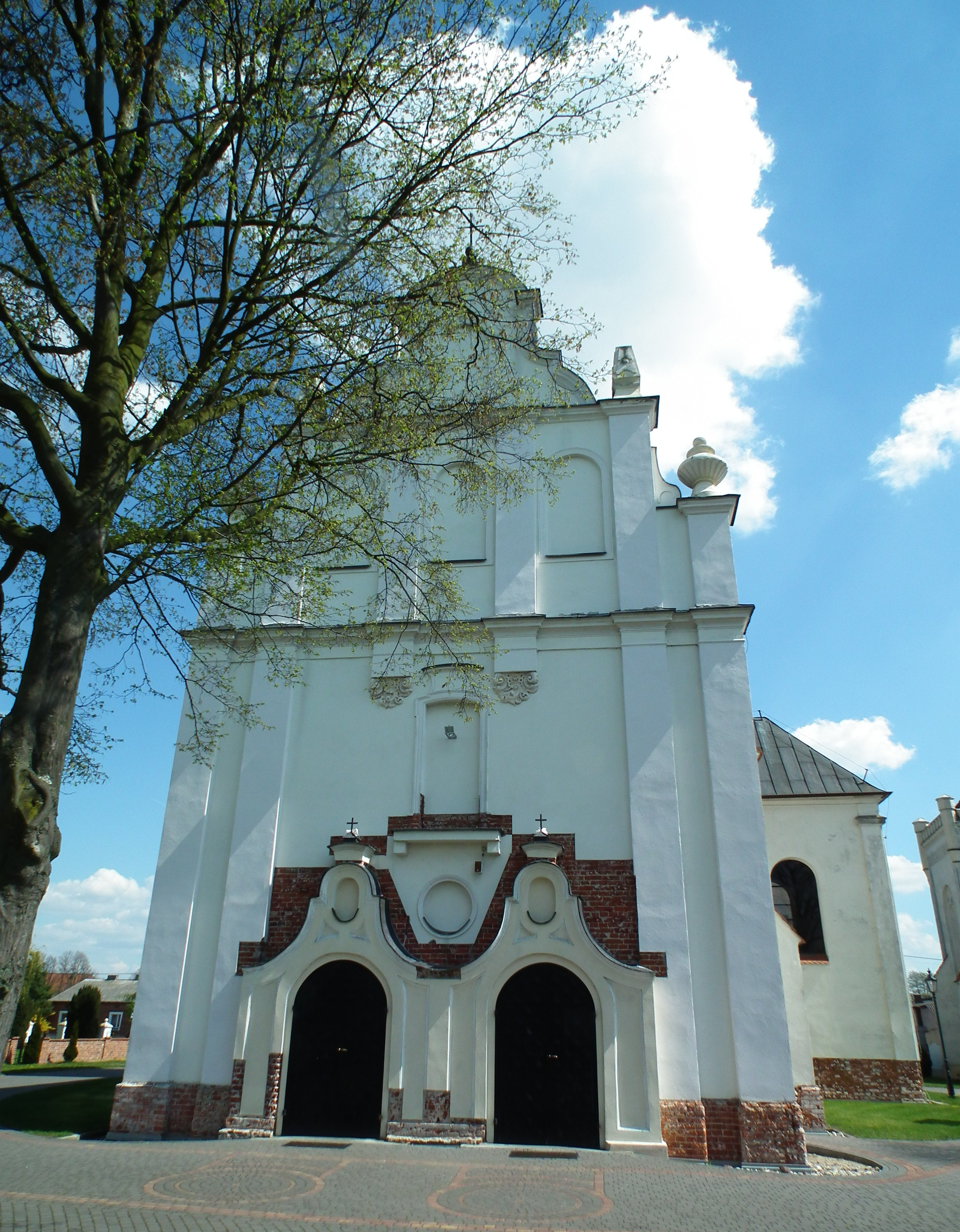
Elewacja barokowa
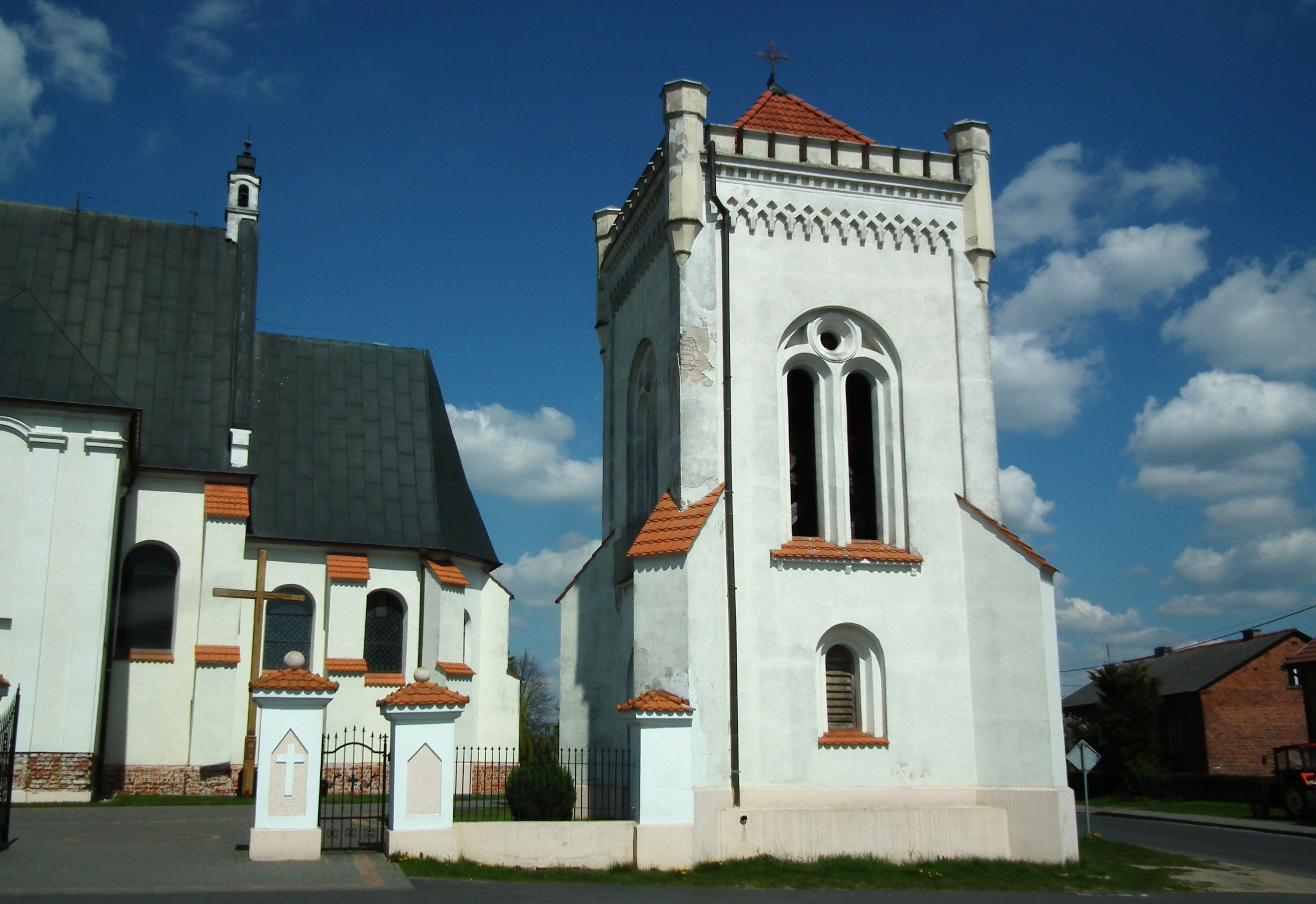
Dzwonnica neogotycka